# Score (statistica)
In statistica, il termine score indica il gradiente (il vettore delle derivate parziali) del logaritmo della funzione di verosimiglianza.
In termini formali, data l'osservazione {\displaystyle X} con funzione di verosimiglianza {\displaystyle L(\theta ;X)}, lo score {\displaystyle V} è dato da:
{\displaystyle V={\frac {\partial }{\partial \theta }}\log L(\theta ;X)={\frac {1}{L(\theta ;X)}}{\frac {\partial L(\theta ;X)}{\partial \theta }}.}
{\displaystyle V} è una funzione di {\displaystyle \theta } (i parametri da stimare) e {\displaystyle X} (le osservazioni).

## Proprietà

### Media
Sotto alcune condizioni di regolarità, il valore atteso di {\displaystyle V} rispetto all'osservazione x condizionato a {\displaystyle \theta }, ovvero {\displaystyle \mathbb {E} (V|\theta )}, è nullo.
Riscrivendo la funzione di veromiglianza come funzione di densità ({\displaystyle L(\theta ;x)=f(x;\theta )}), si ha infatti:
{\displaystyle \mathbb {E} (V|\theta )=\int _{x=-\infty }^{+\infty }\left({\frac {\partial }{\partial \theta }}\log f(x;\theta )\right)f(x;\theta )dx=\int _{x=-\infty }^{+\infty }{\frac {\frac {\partial f(x;\theta )}{\partial \theta }}{f(x;\theta )}}f(x;\theta )dx}
da cui, semplificando otteniamo:
{\displaystyle \mathbb {E} (V|\theta )=\int _{x=-\infty }^{+\infty }{\frac {\partial f(x;\theta )}{\partial \theta }}\,dx={\frac {\partial }{\partial \theta }}\int _{x=-\infty }^{+\infty }f(x;\theta )\,dx={\frac {\partial }{\partial \theta }}1=0.}

### Varianza
La varianza dello score è l'informazione di Fisher: {\displaystyle {\mathcal {I}}(\theta )}.
Poiché il valore atteso dello score è nullo, la varianza dello score è data da:
{\displaystyle {\mathcal {I}}(\theta )=\mathbb {E} \left\{\left.\left[{\frac {\partial }{\partial \theta }}\log L(\theta ;X)\right]^{2}\right|\theta \right\}.}